# Crocetta del Montello
Crocetta del Montello là một đô thị (comune) thuộc tỉnh Treviso, vùng Veneto, Ý.
26,4 kilômét vuông (10,2 dặm vuông Anh).
Thị trấn nằm cách Piave River 3 km về phía tây nam, và giáp với các đô thị Cornuda, Montebelluna, Moriago della Battaglia, Pederobba, Vidor và Volpago del Montello. Tên hiện tại có nghĩa là "Chữ Thập nhỏ của Đồi nhỏ", và đề cập đến Montello, một ngọn đồi bị cô lập, dài 13 cây số (3 x 8 mi) và độ cao 371 m (1.217 ft), tăng lên từ Đồng bằng phù sa của Piave ở rìa phía tây của thị trấn.